# Voies ferrées départementales du Midi
La société anonyme des Voies ferrées départementales du Midi (VFDM), est créée en 1913 pour développer le chemin de fer dans le Sud-Ouest de la France. 
La concession d'un réseau de tramway dans le pays basque est obtenue par MM. Ader, Giros et Loucheur le 10 janvier 1913 auxquels se substitue la société anonyme des Voies ferrées départementales du Midi en 1914.
La Compagnie des chemins de fer du midi soutient la société VFDM qui devient une filiale.

## Réseaux exploités

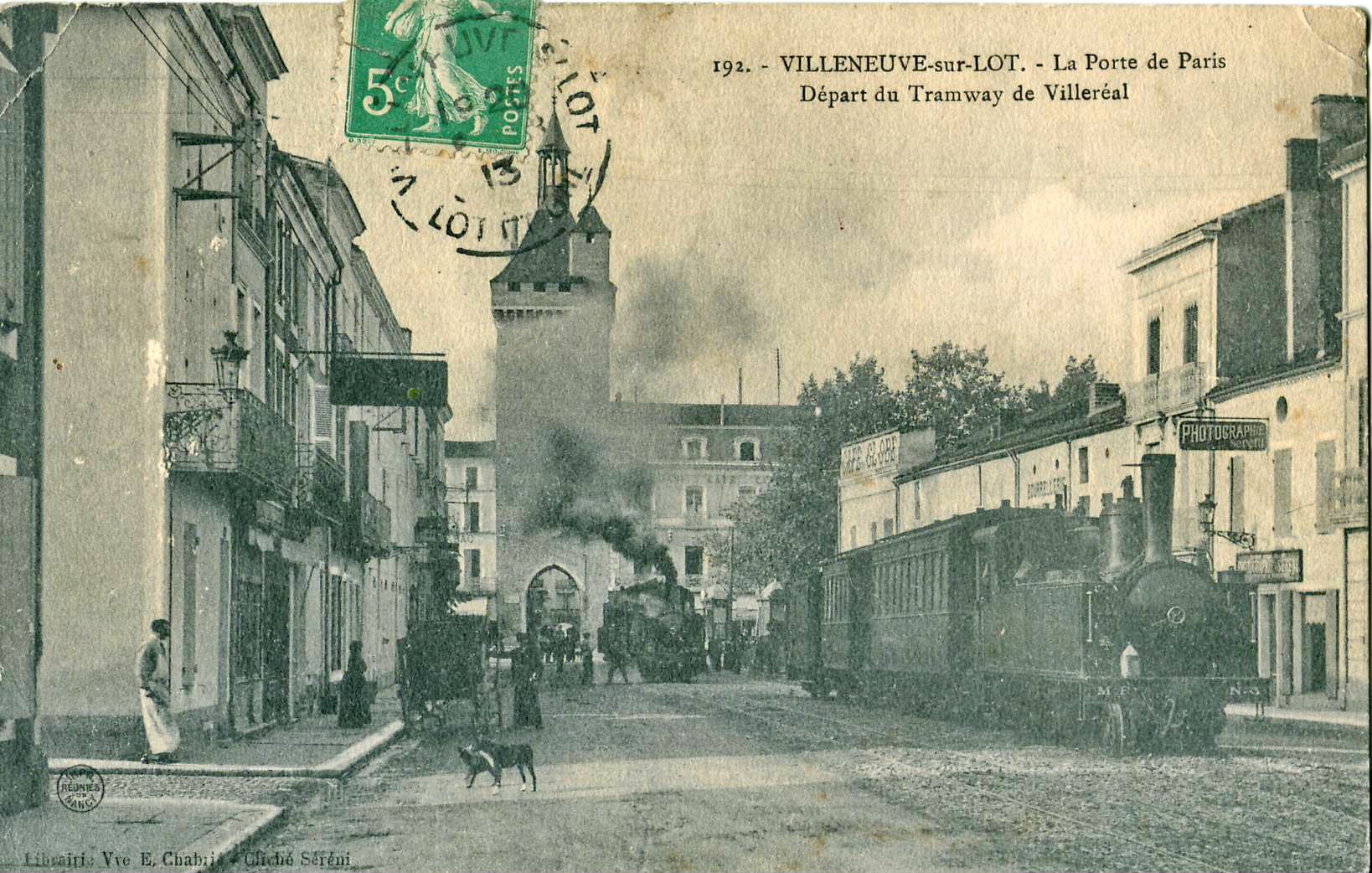
Rame au départ de Villeneuve-sur-Lot, pour Monflanquin et Villeréal, vers 1913, du réseau des Tramways de Lot-et-Garonne à l'époque de l'exploitation des Tramways de Lot-et-Garonne

la Société anonyme des Voies ferrées départementales du Midi exploite les réseaux suivants :
- les chemins de fer Basques ;
- le tramway d'Hendaye ;
- le chemin de fer de la Rhune ;
- le tramway du Tarn et Haute Garonne (ligne Toulouse - Castres) ;
- les chemins de fer départementaux du Tarn ;
- le réseau des Tramways de Lot-et-Garonne.